# Ruffneck (Freestylers)
Ruffneck is een nummer van de Britse elektronische muziekgroep Freestylers uit 1998, in samenwerking met Navigator. Het is de tweede single van We Rock Hard, het debuutalbum van Freestylers.
"Ruffneck" is een breakbeatnummer met Jamaicaanse invloeden. Het nummer deed het aanvankelijk alleen goed in nachtclubs, maar werd later ook een in in Nederland, waar het de 24e positie bereikte in de Top 40. In het Verenigd Koninkrijk, het thuisland van Freestylers, bereikte het nummer de hitlijsten niet.

## Tracklijst
Cd-single
1. "Ruffneck" (radioversie) - 4:10
2. "Ruffneck" - 7:07
3. "Spaced Invader" - 7:16